# Biografielijst Ky

## Kyd
- Finn Kydland (1943), Noors econoom

## Kyl
- Anne Kyllönen (1987), Fins langlaufster

## Kyn
- Erik Kynard (1991), Amerikaans atleet
- Jiří Kyncl (1962-2022), Tsjechische schaatser

## Kyr
- Willy Kyrklund (1921-2009), Fins-Zweeds schrijver
- Ville Kyrönen (1891-1959), Fins atleet

## Kyu
- John Kyui (1984), Keniaans atleet

## Kyv
- Roel Kyvelos (1969), Nederlands acteur
- Adrianus Marinus Kyvon (1947), Nederlands komiek